# Ryūto Kondō
Pour les articles homonymes, voir Kondō.
Ryūto Kondō (近藤 龍人, Kondō Ryūto), né en 1976 dans la préfecture d'Aichi (Japon), est un directeur de la photographie japonais.

## Biographie
Ryūto Kondō naît dans la préfecture d'Aichi en 1976. Il est diplômé de l'université des arts d'Osaka.
Lorsqu'il est étudiant à l'université, il participe à la production du film Kijuku Dai Banquet de Kazuyoshi Kumakiri, et travaille ensuite dans des films, des publicités et des clips vidéo. Il crée le Midnight Children's Theatre avec entre autres Atsuhiro Yamashita.
Il a remporté des prix liés au cinéma tels que le Japan Cinematographers Association Newcomer Award (Miura Award) et le Prix du film Mainichi.

## Filmographie partielle

### Au cinéma
- 2010 : Solanin  de Takahiro Miki
- 2012 : Saya Zamuraï  de Hitoshi Matsumoto
- 2012 : The Kirishima Thing de Daihachi Yoshida
- 2014 : Soko nomi nite hikari kagayaku  de Mipo O
- 2014 : Watashi no otoko
- 2014 : The Vancouver Asahi  de Yūya Ishii
- 2016 : White Lily  de Hideo Nakata
- 2018 : Une affaire de famille  de Hirokazu Kore-eda
- 2019 :  Dazai Osamu to san-nin no onnatachi
- 2022 : A Man
- 2023 : L'Innocence  de Hirokazu Kore-eda

### À la télévision
- 2023 : Makanai : Dans la cuisine des maiko de Hirokazu Kore-eda

## Récompenses et distinctions
Prix remportés
- Prix de la Japanese Academy 2019 : Meilleure photographie pour Une affaire de famille

Nominations
- Asian Film Awards 2015 : Meilleure photographie pour Watashi no otoko
- Prix de la Japanese Academy 2023 : Meilleure photographie pour A Man
- Prix de la Japanese Academy 2024 : Meilleure photographie pour L'Innocence